# Airline Tycoon
Airline Tycoon (kurz AT genannt) ist eine Computerspiel-Serie des Genres Wirtschaftssimulation, von der Teil 1 von Spellbound entwickelt und im August 1998 veröffentlicht wurde. Die Fortsetzung des Fluglinienmanagers – Airline Tycoon 2 – wurde im Oktober 2011 von Kalypso Media veröffentlicht.

## Spielprinzip
Bei Airline Tycoon managt man eine Fluggesellschaft. Man hat drei Konkurrenten, die alle einen besonderen Spielstil haben. Am Anfang des Spiels kann man sich für einen von vier Spielern entscheiden, die anderen übernimmt der Computer. Jeder Tycoon hat einen bestimmten Charakter und dadurch natürlich Vor- und Nachteile (z. B. wird besonders oft sabotiert oder lässt seine Flugzeuge herunterkommen etc.). Man kann sich auch mit den anderen Konkurrenten verbünden oder verfeinden.
Beim freien Spiel muss man eine Fluggesellschaft nach seinen Wünschen leiten. Man muss sich vor Beginn noch den Basisflughafen, in dem man sich dann aufhält, auswählen. Man kann nun mit seinen Flugzeugen Fracht- oder Passagierflüge zwischen Städten rund um die Welt durchführen. Von den zur Auswahl stehenden Flugzeugen sind einige sehr modern (z. B. Boeing 777-300, Boeing 747-400), andere aber auch nicht (z. B. Tupolev). Es sind recht viele Flugzeuge seit Beginn des Düsenflugzeug-Zeitalters verfügbar, gänzlich fehlen jedoch die modernen Airbus-Großraumflugzeuge. Zu Beginn hat man ein Startkapital und zwei Flugzeuge mit mittlerer Reichweite, andere kann man neu oder gebraucht kaufen.
In den Teilen Evolution und Deluxe kann man auch seine eigenen Flugzeuge entwerfen und es gibt ein Sicherheitsbüro, in dem man sich vor Sabotageakten schützen kann.
Die Missionen reichen von einfachem Passagiertransporten bis hin zum Bau einer Raketenstartrampe. Die Spielidee des ersten Teils stammt von Thomas Holz und Robert Kleinert.

## Geschichte

### Chronologie
- Airline Tycoon, 1998
- Airline Tycoon First Class, 1999
- Airline Tycoon Evolution, 2002
- Airline Tycoon Deluxe, 2003, 2011 (Mac App Store)
- Airline Tycoon 2, 13. Oktober 2011

### Veröffentlichungen
Airline Tycoon wurde auch auf Englisch, Französisch und Polnisch übersetzt und erlaubt ab First Class Multiplayerspiele für zwei bis vier Spieler über ein lokales Netzwerk oder das Internet. Ab Evolution können Spielrekorde auf einer Rangliste auf der offiziellen Spielewebsite veröffentlicht und eingesehen werden und selbst zusammengestellte Flugzeuge ausgetauscht werden.
Am 24. Mai 2006 wurde Airline Tycoon 2 offiziell angekündigt und sollte seitens der Entwickler somit neun Jahre nach dem Erscheinen von Teil eins in die Läden kommen.
Allerdings war dies noch äußerst zweifelhaft, da die Entwickler von Airline Tycoon 2 fieberhaft nach einem Publisher suchten. Anders als Airline Tycoon, sollte der zweite Teil in 3D sein, die Comic-Grafik sollte jedoch erhalten bleiben. AT2 wurde nach einiger Entwicklungszeit auf Eis gelegt und lange war nicht bekannt ob das Spiel überhaupt erscheint.
Fans der Serie haben versucht durch eine Onlinepetition doch noch einen zweiten Teil zu ermöglichen. Später wurden die Webseite der Ersteller der Petition von Kalypso zur offiziellen Fanseite ernannt.
Am 22. Oktober 2009 verkündete Spellbound, dass der Publisher Kalypso Media die weltweiten Namens- und Vermarktungsrechte an Airline Tycoon 2 erworben habe. Das Spiel sollte jedoch nicht von Spellbound, sondern vom unternehmenseigenen Entwicklerstudio Realmforge aus München entwickelt werden. Es sollte nicht auf die vorhandene Codebasis zurückgegriffen werden, sondern eine komplette Neuentwicklung stattfinden. Eine Veröffentlichung war für das erste Quartal 2011 geplant.
Am 29. September 2010 vermeldete Kalypso Media dann, dass Airline Tycoon 2 nicht von Realmforge, sondern von B-Alive, die sich für die Wildlife-Park-Reihe verantwortlich zeigen, entwickelt wird. Das Spiel erschien am 13. Oktober 2011.
Am 24. März 2015 wurde Airline Tycoon Deluxe auf der Digitalen Distributions Plattform gog.com wiederveröffentlicht, einschließlich des Quelltextes.